# Atletica leggera ai Giochi della VII Olimpiade - Marcia 3000 metri

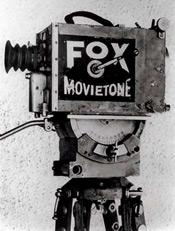
Ugo Frigerio, la doppietta olimpica (durata: 52")

La competizione dei 3000 metri di marcia di atletica leggera ai Giochi della VII Olimpiade si tenne i giorni 21 e 21 agosto 1920 allo Stadio Olimpico di Anversa.

## Risultati
| 2 batterie | 20 agosto | 11 + 11        | Si qualificano i primi 6. |
| Finale     | 21 agosto | 12 concorrenti |                           |

### Batterie
- (Tra parententesi i tempi stimati)

| Pos. | Atleta         | Nazione        | Tempo        |
| ---- | -------------- | -------------- | ------------ |
| 1    | Donato Pavesi  | Italia         | 13'46"9      |
| 2    | George Parker  | Australia      | (13'47"9)    |
| 3    | Thomas Maroney | Stati Uniti    | (13'52"1)    |
| 4    | Charles Dowson | Gran Bretagna  | (13'54"9)    |
| 5    | Niels Pedersen | Danimarca      | (14'06"3)    |
| 6    | Jean Segers    | Belgio         | (14'09"2)    |
| 7    | Paul Verlaeckt | Belgio         | n/d          |
| -    | Josef Šlehofer | Cecoslovacchia | Squalificato |
| -    | Cor Gubbels    | Paesi Bassi    | SQ           |
| -    | Eduard Hermann | Estonia        | SQ           |
| -    | Joseph Pearman | Stati Uniti    | SQ           |

| Pos. | Atleta               | Nazione       | Tempo     |
| ---- | -------------------- | ------------- | --------- |
| 1    | Ugo Frigerio         | Italia        | 13'40"2   |
| 2    | Cecil McMaster       | Sudafrica     | (13'48"5) |
| 3    | Richard Remer        | Stati Uniti   | (13'54"1) |
| 4    | William Roelker      | Stati Uniti   | (13'59"8) |
| 5    | William Hehir        | Gran Bretagna | n/d       |
| 6    | Charlie Gunn         | Gran Bretagna | n/d       |
| 7    | August Schotte       | Paesi Bassi   | n/d       |
| 8    | Eversleigh Freeman   | Canada        | n/d       |
| 9    | Charles Wiggers      | Belgio        | n/d       |
| -    | Stanislas Anselmetti | Svizzera      | SQ        |
| -    | Gunnar Rasmussen     | Danimarca     | SQ        |

### Finale
La finale si disputa il 21 agosto, tre giorni dopo i 10.000 metri.
Ugo Frigerio, fresco olimpionico dei 10.000, ripete l'impresa.

Frigerio è il più giovane italiano ad aver conquistato un oro in atletica alle Olimpiadi nel XX secolo.
È ufficializzato solo il tempo del primo classificato.
| Pos.    | Atleta          | Età | Nazione       | Tempo ufficiale | Tempo ufficioso |
| ------- | --------------- | --- | ------------- | --------------- | --------------- |
| Oro     | Ugo Frigerio    | 19  | Italia        | 13'14"2         |                 |
| Argento | George Parker   | 23  | Australia     |                 | 13'19"6         |
| Bronzo  | Richard Remer   | 37  | Stati Uniti   |                 | 13'22"2         |
| 4       | Cecil McMaster  | 25  | Sudafrica     |                 | 13'23"6         |
| 5       | Thomas Maroney  | 25  | Stati Uniti   |                 | 13'25"0         |
| 6       | Charles Dowson  | 31  | Gran Bretagna |                 | 13'28"0         |
| 7       | William Hehir   | 33  | Gran Bretagna |                 | 13'29"8         |
| 8       | William Roelker | 28  | Stati Uniti   |                 | 13'30"4         |
| 9       | Jean Segers     |     | Belgio        |                 | 13'31"3         |
| 10      | Charlie Gunn    | 35  | Gran Bretagna |                 | 13'34"0         |
| 11      | Niels Pedersen  | 32  | Danimarca     |                 | 13'36"8         |
| -       | Donato Pavesi   | 32  | Italia        | Squalificato    | Squalificato    |